# Полієвець Олександр Васильович
Олександр Васильович Полієвець (нар. 25 липня 1953, місто Гребінка Гребінківського району Полтавської області) — український діяч, голова Полтавської обласної ради (1998—2002 рр.).

## Життєпис
У 1972—1976 роках — студент економічного факультету Полтавського кооперативного інституту. Здобув фах економіста торгівлі вищої кваліфікації.
У серпні 1976 — вересні 1979 року — заступник начальника відділу оптово-торгової контори Полтавської обласної спілки споживчих товариств. У вересні 1979 — березні 1983 року — заступник голови правління Полтавської районної спілки споживчих товариств.Член КПРС.
У березні 1983 — лютому 1984 року — заступник голови правління, у лютому 1984 — березні 1990 року — голова правління Лубенської районної спілки споживчих товариств Полтавської області.
У березні 1990 — травні 1992 року — заступник голови правління Полтавської обласної спілки споживчих товариств.
У травні 1992 — липні 1994 року — заступник голови Полтавської обласної державної адміністрації. У липні 1994 — жовтні 1995 року — заступник голови виконавчого комітету Полтавської обласної ради. У жовтні 1995 — квітні 1998 року — заступник голови Полтавської обласної державної адміністрації з питань торгівлі та легкої промисловості.
У квітні 1998 — квітні 2002 року — голова Полтавської обласної ради. Член Партії регіонів.
З серпня 2001 року був деякий час головою Полтавського обласного відділення Партії регіонів, членом Політради Партії регіонів.
У червні 2002 — 2005 року — заступник голови Державної податкової адміністрації в Полтавській області.

## Звання
- державний службовець 1-го рангу (.02.1999)
- державний радник податкової служби 3-го рангу